# 小野田市
小野田市（おのだし）は、山口県の南西部にあった市。1940年（昭和15年）11月3日に小野田町と高千帆町の合併により誕生した。
2005年（平成17年）3月22日に山陽町と合併して山陽小野田市になり、消滅した。

## 地理
市の中央を有帆川が流れ瀬戸内海（周防灘）に注いでいる。有帆川両岸をはじめとする平野部に市街地が開けているが、干拓地が多い。市北部や宇部市との境は丘陵地帯となっている。
- 山：竜王山
- 河川：有帆川
- 湖沼：江汐池

## 歴史
- 1940年（昭和15年）11月3日 - 厚狭郡小野田町・高千帆町が合併して小野田市が発足。
- 1943年（昭和18年）9月15日 - 宇部市大字東須恵の一部（丸河内）を編入。
- 1950年（昭和25年）8月27日 - 旧高千帆町の分離賛否を問う住民投票実施。結果は反対多数。
- 1956年（昭和31年）4月8日 - 昭和天皇、香淳皇后が市内に行幸啓。小野田セメント工場を視察[2]。
- 1957年（昭和32年） - 小野田市・山陽町との合併に関わる住民投票実施。結果は見送り。
- 1989年（平成元年）9月1日 - 宇部市大字東須恵の一部（自由ヶ丘）を編入。
- 2004年（平成16年）1月18日 - 小野田市・山陽町にて宇部市・小野田市・楠町・山陽町の2市2町合併に関わる住民投票実施。結果は否決多数。
- 2005年（平成17年）3月22日 - 山陽町と合併し、山陽小野田市となる[1]。

## 行政

### 歴代市長
特記なき場合『日本の歴代市長 : 市制施行百年の歩み』などによる。
官選
| 代 | 氏名     | 就任                      | 退任                       | 備考         |
| -- | -------- | ------------------------- | -------------------------- | ------------ |
| 1  | 広沢豊作 | 1941年（昭和16年）1月6日  | 1942年（昭和17年）4月11日  | 在任中に死去 |
| 2  | 細迫兼光 | 1942年（昭和17年）6月25日 | 1945年（昭和20年）12月28日 |              |
| 3  | 中野暢   | 1946年（昭和21年）1月28日 | 1947年（昭和22年）3月8日   |              |

公選
| 代 | 氏名     | 就任                       | 退任                       | 備考 |
| -- | -------- | -------------------------- | -------------------------- | ---- |
| 1  | 久野東一 | 1947年（昭和22年）4月5日   | 1950年（昭和25年）10月24日 |      |
| 2  | 姫井伊介 | 1950年（昭和25年）12月3日  | 1954年（昭和29年）12月2日  |      |
| 3  | 川村一与 | 1954年（昭和29年）12月3日  | 1966年（昭和41年）11月24日 | 辞職 |
| 4  | 川村政一 | 1966年（昭和41年）11月25日 | 1982年（昭和57年）11月14日 |      |
| 5  | 岡勇     | 1982年（昭和57年）11月15日 | 1990年（平成2年）11月14日  |      |
| 6  | 杉原記美 | 1990年（平成2年）11月15日  | 2005年（平成17年）3月21日  | 廃止 |

## 産業
明治維新後、セメントを中心とした工業都市として発展。隣接する宇部市と共に、北九州工業地帯の一角を担っている。

### 市内にある主な企業
- 日産化学工業
- 田辺三菱製薬

### 水産業
- 高泊漁港
- 刈屋漁港

## 地域

### 公共施設
- 小野田警察署
- 小野田郵便局
- 小野田市民館
- 小野田公共職業安定所

### 教育

#### 大学・短期大学
- 山口東京理科大学
- 放送大学山口学習センター（2011年3月に山口大学吉田キャンパスへ移転）

#### 高等学校
- 山口県立小野田高等学校
- 山口県立小野田工業高等学校
- サビエル高等学校

#### 中学校
- 小野田市立小野田中学校
- 小野田市立高千帆中学校
- 小野田市立竜王中学校

#### 小学校
- 小野田市立小野田小学校
- 小野田市立須恵小学校
- 小野田市立有帆小学校
- 小野田市立高泊小学校
- 小野田市立高千帆小学校
- 小野田市立赤崎小学校
- 小野田市立本山小学校

## 交通

### 鉄道路線
- 西日本旅客鉄道
  - 山陽本線：小野田駅
  - 小野田線：雀田駅 - 小野田港駅 - 南小野田駅 - 南中川駅 - 目出駅 - 小野田駅
  - 本山支線：雀田駅 - 浜河内駅 - 長門本山駅

### 道路
- 高速道路
  - 山陽自動車道：小野田IC
- 一般国道
  - 国道190号
- 主要地方道
  - 山口県道30号小野田美東線
  - 山口県道71号小野田山陽線
- 一般県道
  - 山口県道222号小野田停車場線
  - 山口県道223号小野田港線
  - 山口県道349号江汐公園線
  - 山口県道354号妻崎開作小野田線

## 名所・旧跡・観光スポット・祭事・催事
- 名所・観光地
  - 江汐公園
  - 浜五挺唐樋（干拓遺跡）
  - 小野田セメント徳利窯
- 公園
  - 江汐公園
  - 竜王山公園
- 温泉
  - 江汐湖温泉
- 海水浴場
  - きららビーチ焼野

## 小野田市出身の有名人
- 来島又兵衛（江戸時代末期の長州藩士。禁門の変に参加。）
- 藤田ミノル（プロレスラー）
- 渡邊文麿 (仏教学者)
- 伊津美敬 (芸能プロモーター/シンガー)

## スポーツチーム
- 田辺製薬硬式野球部（社会人野球） - 田辺製薬の小野田工場を拠点に活動していた。